# Кербедз Станіслав Валеріанович
Станіслав Валеріанович Кербедз (пол. Stanisław Kierbedź; 1810—1899) — російський інженер. Інженер-генерал-лейтенант (з 1868), дійсний таємний радник (з 1881).

## Біографія
Народився у дворянській сім'ї в 1810 році в маєтку Новий Двір, який знаходився в Поневезькому повіті Віленської губернії — в історичній області Жемайтія. Навчався спочатку в школі Піаристів в Поневіжі, потім в Ковенській класичній гімназії. У 1826—1828 роках був студентом Віленського університету. Після закінчення університету він вирушив у Санкт-Петербург, де в 1831 році закінчив Інститут корпусу інженерів шляхів сполучення і був залишений при ньому репетитором.
З 1834 року він читав лекції з прикладної механіки в офіцерських класах Головного інженерного училища. У 1837—1849 роках викладав в Інституті корпусу інженерів шляхів сполучення будівельну та практичну механіку. У період з червня 1837 по вересень 1838 року разом з П. П. Мельниковим він був у закордонному відрядженні, відвідавши ряд європейських університетів і оглянувши шляхи сполучення в Англії, Бельгії, Франції та Німеччини. У звіті про відрядження ними був зроблений висновок, що «залізниці переважають у швидкості, яка дає їм високе призначення в системі внутрішніх повідомлень держав. <…> Незважаючи на це не можна не допустити, щоб повсюдне введення залізниць могло витіснити абсолютно системи водних шляхів, і ці останні завжди залишаться вигідними лініями для перевезення товарів, незважаючи на їхні недоліки».
Вже після повернення в Росію у вересні 1838 року Кербедз приступив до складання проекту моста через Неву. Він став читати лекції з механіки у Гірничому інституті, в Головній школі польових інженерів і в Школі морської піхоти. З серпня 1841 року по 1843 рік він читав лекції з прикладної механіки в Санкт-Петербурзькому університеті.
У 1842 році М. Г. Дестро доручив Кербедзу виконати проект постійного моста через Неву. Міст, названий Благовещенским будувався протягом 1843—1850 років. На початку будівництва, 6 грудня 1843 року Кербедз був проведений в підполковники; після закінчення, в 1850 році — в полковники, а потім отримав звання генерал-майори з дарування ордена Св. Володимира 3-го ступеня. Петербурзька академія наук обрала С. В. Кербедза в 1851 році своїм членом-кореспондентом «за частиною фізики і математики». А. І. Дельвіг в своїх спогадах зазначав: У 1849 році С. В. Кербедз повністю припинив викладацьку діяльність, зосередившись на інженерної діяльності.
У 1852 році він був призначений заступником директора з будівництва Петербург-Варшавської залізниці і відправився за кордон, щоб познайомитися з новими технологіями і способами будівництва металевих мостів, які повинні були бути побудовані за маршрутом нової лінії. Він відвідав [Англія[|Англію]], Німеччину, Австрію і Бельгію. Незабаром він використовував набуті знання, побудувавши через Лугу міст протяжністю 55 метрів. Цим самим він поклав введення в Росії залізних ґратчастих ферм (їх називали тоді металевими фермами системи Тауна).
У 1856—1859 роках керував роботами з будівництва Петергофской залізниці.
У 1855 році він був нагороджений орденом Св. Станіслава 1-го ступеня, в грудні 1857 року — орденом Червоного орла 2-го ступеня. У 1858 році, на урочистому засіданні 29 грудня, С. В. Кербедз був обраний почесним членом Петербурзької Академії наук. У 1859 році нагороджений орденом Св. Анни 1-го ступеня.
З січня 1858 року Кербедз був членом Ради Головного управління шляхів сполучення і публічних будівель Російської імперії. У липні 1861 року Кербедз був призначений начальником VII округу шляхів сполучення; з серпня 1862 року до 21 грудня 1863 року був начальником Управління шляхів сполучення в Царстві Польському.
У 1868 році був проведений в інженер-генерал-лейтенанти, потім перейменований в таємні радники. У 1871 році нагороджений орденом Білого орла
У січні 1872 року він був призначений головою міжвідомчої комітету при Міністерстві шляхів сполучення, результатом роботи якого став проект Санкт-Петербурзького морського каналу.
У день 50-річчя служби в офіцерських чинах, 2 липня 1879 року С. В. Кербедз отримав орден Св. Олександра Невського. У 1881 році він був нагороджений чином дійсного таємного радника. У липні 1884 року, за поділі Ради Міністерства шляхів сполучення на два відділи — адміністративний і технічний, Кербедз був призначений головою адміністративного відділу; з жовтня 1887 роки головував в технічному відділі (затверджений на цій посаді в травні 1889 року). З 1886 року був членом новоутвореного Ради по залізничних справах. У 1886 і 1887 роках неодноразово виконував обов'язки міністра шляхів сполучення і товариша міністра при їх відсутності в столиці. У 1889 році він був нагороджений орденом Св. Володимира 1-го ступеня.
У день 60-річчя служби був призначений почесним членом Інституту інженерів шляхів сполучення імператора Олександра I, в якому він багато років був головою екзаменаційної комісії двох старших курсів.
Державну службу Кербедз залишив через хворобу 9 серпня 1891 року. Останні роки життя провів у Варшаві. Похований на кладовищі Повонзкі.